# Otfried Preussler
Otfried Preußler (Liberec, 20 ottobre 1923 – Prien am Chiemsee, 18 febbraio 2013) è stato uno scrittore tedesco, autore di libri per ragazzi. I suoi libri più conosciuti sono Il brigante Pennastorta e Il mulino dei dodici corvi (Krabat), da cui è stata tratta la sceneggiatura di un film del 2008.

## Biografia
Preußler nacque con il nome di Otfried Syrowatka il 20 ottobre 1923 presso Liberec (in tedesco Reichenberg), allora in Cecoslovacchia e oggi in Repubblica Ceca. Il padre, insegnante, discendeva da un'antica famiglia boema di vetrai.
Nel 1942, subito dopo aver completato gli studi superiori, Preußler fu inviato sul fronte orientale come ufficiale tedesco (nel 1938 la sua regione natale era stata annessa alla Germania). Catturato dai soldati sovietici, trascorse cinque anni di prigionia, nel corso dei quali, a causa di varie malattie (fra cui il tifo e la malaria), dimagrì fino a pesare solamente una quarantina di chili.
Nel 1949, dopo essere stato liberato, si stabilì in Baviera. Visse a lungo a Haidholzen, vicino a Rosenheim. Lavorò per un periodo come insegnante, ma successivamente si dedicò interamente alla letteratura, in particolare a quella dei ragazzi, ottenendo un successo mondiale. Ha scritto trentadue libri, che sono stati stampati in circa cinquanta milioni di esemplari.
Nel 1973 gli sono stati conferiti una serie di premi per il romanzo Il mulino dei dodici corvi, fra cui la Menzione d'onore del premio Andersen. Nel 2010 gli è stata conferita la Medaglia dell'Ordine di Massimiliano per le Scienze e le Arti.

## Opere tradotte in italiano
- Il bimbo d'acqua o Capelli verdi, traduzione di Aiga Lottini, Hannes Delago; illustrazioni di Winnie Gebhart-Gayler, 19, Il Martin Pescatore, Firenze, Vallecchi, 1963, ISBN 88-8203-965-X.
- Il brigante pennastorta, ISBN 88-7782-238-4. ("Der Räuber Hotzenplotz")
- Il mulino dei dodici corvi (titolo originale: Krabat), ISBN 88-7818-619-8.
- La piccola strega, ISBN 88-8451-287-5.
- Il piccolo fantasma, ISBN 8882038130
- Agostina la pagliaccia, ISBN 9788838434006
- Maestro mago, ISBN 8877823372 ("Herr Klingsor konnte ein bisschen zaubern")
- Tippo tappo, ISBN 8877822392 ("Hörbe mit dem großen Hut")